# Pyli (Gemeinde)
Pyli (griechisch Πύλη (f. sg.)) ist eine griechische Gemeinde in der Region Thessalien. Sie ist in sieben Gemeindebezirke untergliedert. Verwaltungssitz ist der gleichnamige Ort Pyli.

## Lage
Die Gemeinde Pyli erstreckt sich im Westen Thessaliens über eine Fläche von 748,938 km². Angrenzende Gemeinden sind im Norden Meteora, im Nordosten Trikala sowie im Süden Mouzaki und Argithea. Im Westen grenzen die Gemeinden Voria Tzoumerka und Kendrika Tzoumerka der Region Epirus an.

## Verwaltungsgliederung
Mit der Umsetzung der Verwaltungsreform nach dem Kallikratis-Programm zum 1. Januar 2011 wurde die Gemeinde Pyli aus den fünf Gemeinden Pyli, Ethikes, Gomfi, Pialia und Pynda sowie den Landgemeinden Myrofyllo und Neraida gebildet. Diese bilden seither die sieben Gemeindebezirke.
| Gemeindebezirk | griechischer Name           | Code   | Fläche (km²) | Einwohner 2001 | Einwohner 2011 | Ortsgemeinschaften (Τοπική Κοινότητα)                                                                          | Lage |
| -------------- | --------------------------- | ------ | ------------ | -------------- | -------------- | --- | ---- |
| Pyli           | Δημοτική Ενότητα Πύλης      | 260301 | 100,204      | 4492           | 3527           | Pyli, Agios Vissarion, Agios Prokopios, Kotroni, Paleokarya, Petrochori, Ropoto                                |      |
| Ethikes        | Δημοτική Ενότητα Αιθήκων    | 260302 | 281,552      | 2744           | 1022           | Elati, Agios Nikolaos, Athamania, Vrondero, Gardiki, Desi, Drosochori, Kalogiri, Neraidochori, Pertouli, Pyrra |      |
| Gomfi          | Δημοτική Ενότητα Γόμφων     | 260303 | 058,383      | 5154           | 4782           | Lygaria, Gomfi, Drosero, Mouria, Paleomonastiri, Pigi                                                          |      |
| Myrofyllo      | Δημοτική Ενότητα Μυροφύλλου | 260304 | 032,467      | 0736           | 0448           | Myrofyllo |      |
| Neraida        | Δημοτική Ενότητα Νεράιδας   | 260305 | 059,047      | 0944           | 0252           | Neraida, Armatoliko, Koryfi, Pachtouri                                                                         |      |
| Pialia         | Δημοτική Ενότητα Πιαλείων   | 260306 | 052,883      | 3813           | 3395           | Fiki, Eleftherochori, Parapotamos, Pialia, Filyra                                                              |      |
| Pynda          | Δημοτική Ενότητα Πυνδαίων   | 260307 | 166,258      | 2136           | 0917           | Stournareika, Vathyrrevma, Valkano, Livadochori, Mesochora, Moschofyto, Nea Pefki, Paramero, Polyneri          |      |
| Gesamt         | Gesamt                      | 2603   | 750,794      | 20.019         | 14.343         | |      |